# Нью-Брейнтрі (Массачусетс)
Нью-Брейнтрі (англ. New Braintree) — місто (англ. town) в США, в окрузі Вустер штату Массачусетс. Населення — 996 осіб (2020).

## Демографія
Згідно з переписом 2010 року, у місті мешкало 999 осіб у 370 домогосподарствах у складі 278 родин. Було 390 помешкань
Расовий склад населення:
| - 97,5 % — білих - 0,6 % — азіатів - 0,4 % — корінних американців - 0,4 % — чорних або афроамериканців |

До двох чи більше рас належало 1,0 %. Частка іспаномовних становила 0,8 % від усіх жителів.
За віковим діапазоном населення розподілялося таким чином: 20,8 % — особи молодші 18 років, 67,2 % — особи у віці 18—64 років, 12,0 % — особи у віці 65 років та старші. Медіана віку мешканця становила 43,3 року. На 100 осіб жіночої статі у місті припадало 100,6 чоловіків;  на 100 жінок у віці від 18 років та старших — 102,8 чоловіків також старших 18 років.
Середній дохід на одне домашнє господарство  становив 104 877 доларів США (медіана — 84 432), а середній дохід на одну сім'ю — 118 436 доларів (медіана — 95 208). Медіана доходів становила 62 578 доларів для чоловіків та 56 125 доларів для жінок. За межею бідності перебувало 8,3 % осіб, у тому числі 10,1 % дітей у віці до 18 років та 7,1 % осіб у віці 65 років та старших.
Цивільне працевлаштоване населення становило 630 осіб. Основні галузі зайнятості: освіта, охорона здоров'я та соціальна допомога — 25,2 %, виробництво — 11,0 %, будівництво — 10,6 %.